# Thagria apiculata
Thagria apiculata är en insektsart som beskrevs av Xu och Kuoh1998 . Thagria apiculata ingår i släktet Thagria och familjen dvärgstritar. Inga underarter finns listade i Catalogue of Life.